# レンティーニ
レンティーニ（伊: Lentini）は、イタリア共和国シチリア州シラクーザ県にある、人口約23,000人の基礎自治体（コムーネ）。
古代ギリシアの植民市レオンティノイ (it:Leontinoi) に起源をもつ都市で、哲学者・修辞学者・弁論家として著名なゴルギアスは当地の出身である。市域には、イタリア空軍・アメリカ海軍航空隊が利用するNATOのシゴネラ海軍航空基地がある。

## 名称
この都市は、各言語で以下のような名で呼ばれた。
- 古代ギリシア語: Λεοντῖνοι / Leontinoi
- ラテン語: Leontium
- シチリア語: Lintini

また、古くはレオンティーニ (Leontini) の名でも呼ばれた。

## 地理

### 位置・広がり
シチリア島東部、シラクーザ県最北部に位置するコムーネ。レンティーニの市街は市域南東端にあり、カターニアから南南西へ26km、県都シラクサから北西へ35km、州都パレルモから東南東へ171kmの距離にある。

#### 隣接コムーネ
隣接するコムーネは以下の通り。括弧内のCTはカターニア県所属を示す。
- ベルパッソ (CT) - 北
- カターニア (CT) - 北東
- カルレンティーニ - 南東
- フランコフォンテ - 南西
- スコルディーア (CT) - 西
- ミリテッロ・イン・ヴァル・ディ・カターニア (CT) - 西
- パラゴニーア (CT) - 西
- ラマッカ (CT) - 北西

## 歴史
紀元前729年、ナクソス市（現在のメッシーナ県ジャルディーニ＝ナクソス）から来た植民者によって、レオンティノイ（ギリシア語: Λεοντῖνοι）として建設された。母都市ナクソスもカルキスの植民市であり、その5年前に設立されたばかりであった。
この古代都市は海から6マイルほど離れた地点に建設された。シチリアに築かれたギリシャ植民都市の中では唯一の内陸都市である。この地域にはもともとシケロイ人（古代ギリシア語: Σικελοί）が暮らしていたが、北方の肥沃な平野を手に入れようとするギリシャ人によって占領されたのであった。
紀元前494年、都市はゲラのヒポクラテスによって征服された。ヒポクラテスは同盟者であるアエネシデムス (Aenesidemus, tyrant of Leontini) を僭主に据えた。紀元前476年、シュラクサイの僭主ヒエロン1世は、カタナ（現在のカターニア）とナクソスの住民をレオンティノイに移した。
のちに、レオンティノイは都市の独立を回復した。しかし、住民たちは独立を維持するための努力の一環として、アテナイによる介入を求めた。これは、ゴルギアスがその雄弁で主張するところであり、紀元前427年のアテナイによる遠征を導くことになった。
紀元前422年、シュラクサイは、住民に敵対した寡頭政支配者たちを支持し、市民として受け入れた。レオンティノイの都市は放棄された。このことは新たなアテナイの介入を招いた。最初は主に外交的手段によったが、レオンティノイからの亡命者たちがセジェスタからの使節に加わり、アテナイを説得したことによって、紀元前415年の大規模なシケリア遠征が行われた。
アテナイによるシケリア遠征が失敗に終わると、レオンティノイは再びシュラクサイに従属した。紀元前405年、シュラクサイのディオニュシオス1世とカルタゴとの間に条約が結ばれ、都市レオンティノイの独立が保証されたが、これは長く続かなかった。都市は最終的に、紀元前214年にローマのマルクス・クラウディウス・マルケッルスによって荒らされた。
ローマ時代、この都市はほとんど重要視されてはいなかったようである。847年にはサラセン人によって破壊され、1693年の地震 (1693 Sicily earthquake) では都市の大部分が廃墟と化した。この地震から20世紀半ばまでの間、レオンティノイを訪れた旅行記作家たちは、シラクサに行く途中に立ち寄る、歴史的重要性の面ではマイナーな、マラリアのはびこる場所として描いた。

## 社会

### 産業・経済
主要産業は農業で、ブラッドオレンジが特産品である。木工・手工芸品の生産も盛ん。

## 文化・観光・施設

### 古代遺跡

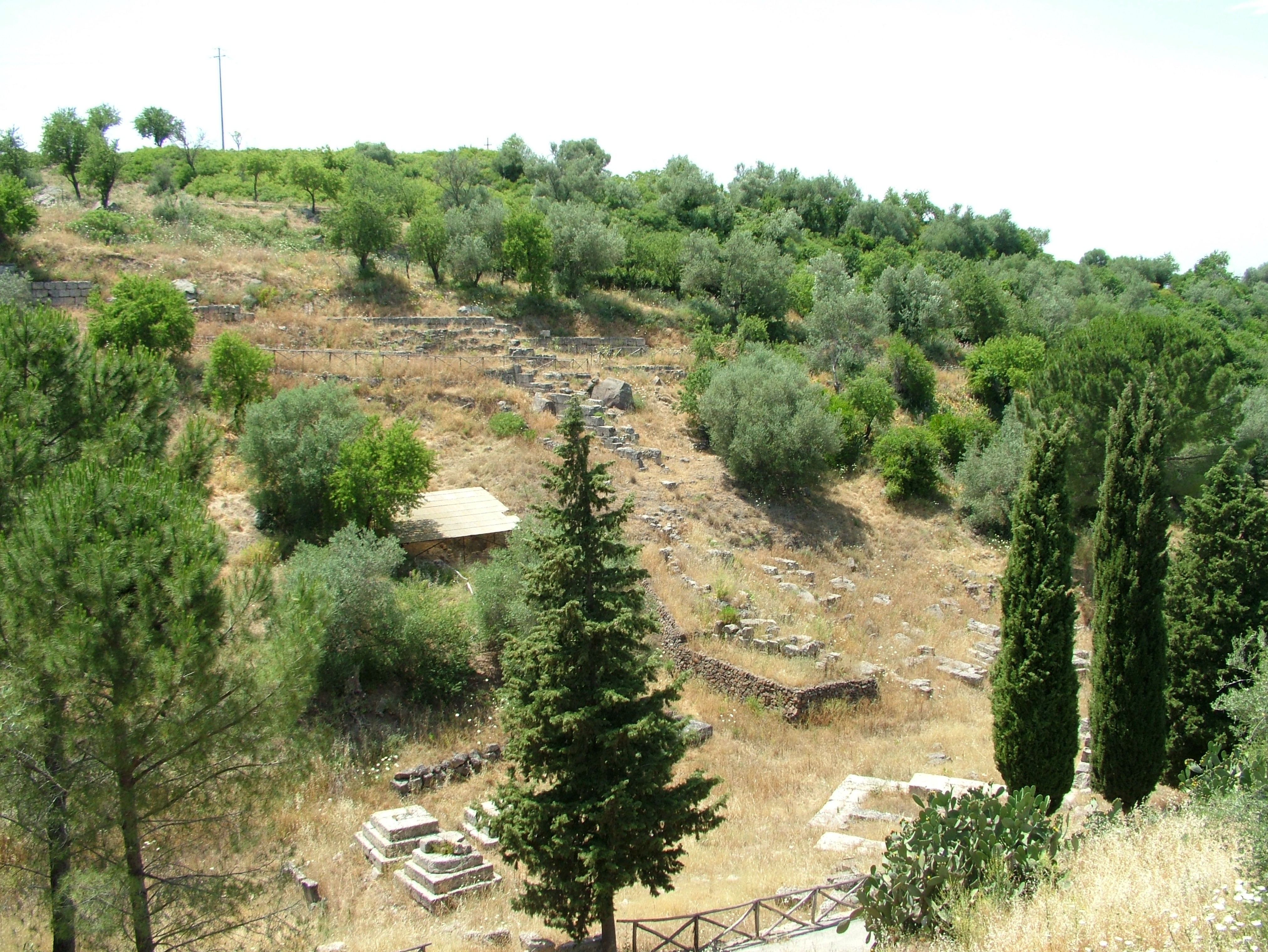
古代レオンティノイの遺跡

古代都市はポリュビオスによって、2つの丘の間の谷に横たわり、北を正面にしていると記述されている。この谷筋の西寄りに川が流れており、その西岸に沿って家並みが並んでいた。両端には門が構えられており、北門は平野に続いており、南門（標高の高い方の門）はシラクサにつながっていた。谷の両側、平坦な頂上を持つ険しい丘の上にはそれぞれアクロポリスがあり、建物が広がっていた。東の丘には、強固に要塞化された中世の城の遺跡があるが、書き手の中には（誤って）ギリシャの石積みと認識して描いている。
1899年、ギリシャの様々な墓地を発掘する事業の一環として、シケロイ人のネクロポリスの一つが発掘調査された。その結果発掘された青銅器のすぐれたものは、今日ベルリン博物館に展示されている。

### 教会堂

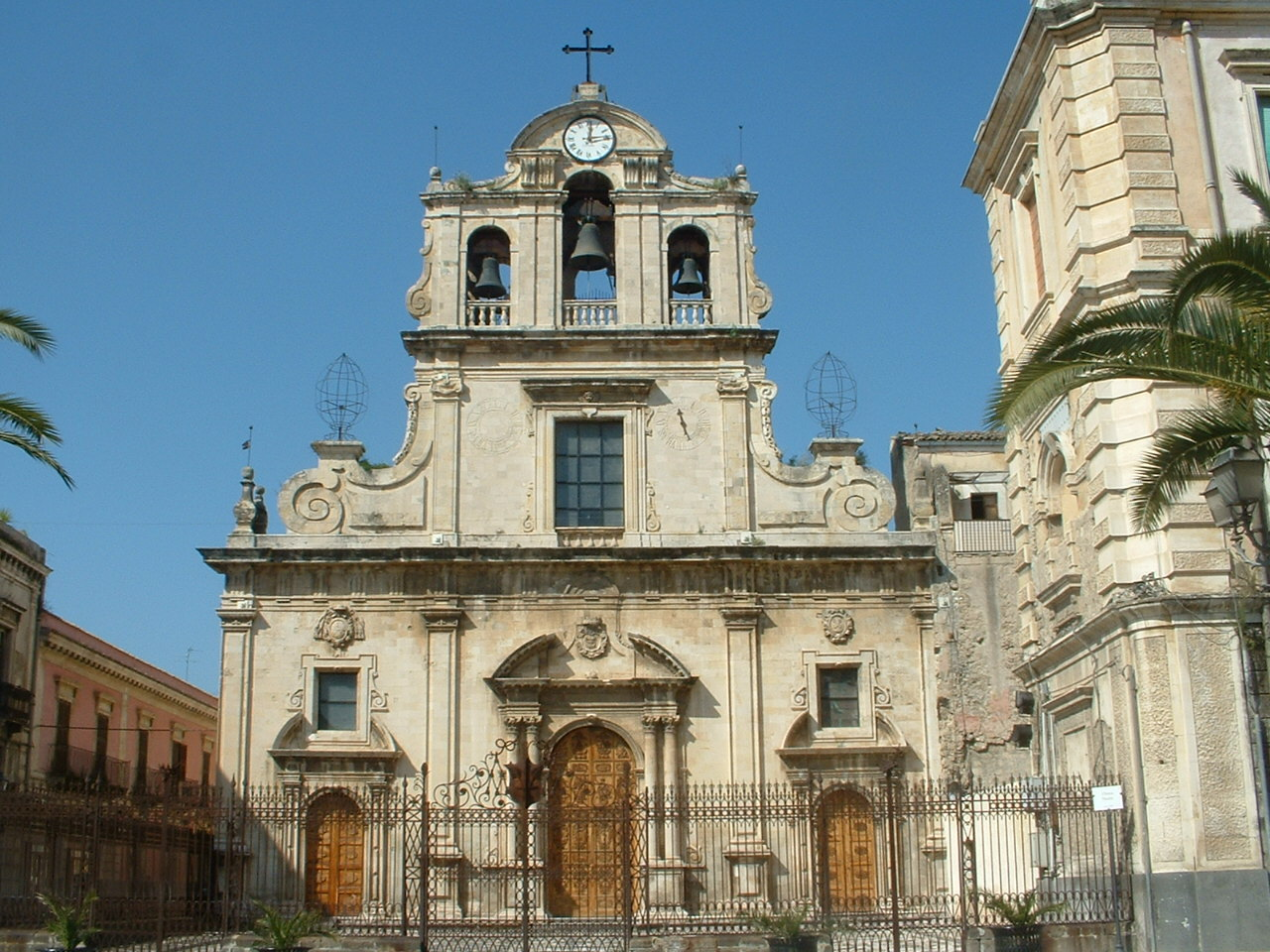
Chiesa madre

Chiesa madre Santa Maria la Cava e Sant'Alfio
1693年、Vella da Malta によって建設されたバロック式の教会堂。身廊と2つの側廊からなるバシリカの設計である。3オーダーのファサードは18世紀からのものである。注目点としては、 St. Alfio と Filadelphus、Cirinus の殉教の場面を描いた中央の門である。内装には12世紀に作られたビザンチンのイコンが納められている。
Chiesa Santissima Trinità e San Marziano
16世紀、Palazzo La Palumba に建てられた。カルタジローネ陶器の敷石（18世紀）、アントネッロ・ダ・メッシーナの流派によるポリプティック（多翼祭壇画）、ラピスラズリで装飾された主祭壇のタバナクル（聖櫃）が見どころである。
Church of the Immacolata
17世紀。内部にはロマネスク様式のライオンの彫刻、Christ at the Column、the tombstone of Queen Mary（1402年）がある。
The church of St. Luke
アッシジのフランチェスコを描いたヤコポ・バッサーノの手によるとされる絵画をはじめとした美術作品で有名である。教会に隣接して、フリードリヒ2世の城館跡、14世紀のフレスコ画のある聖ルチアのヒュポゲウム（地下墓地）、12世紀から17世紀のフレスコ画のある Crucifix Grottoes、古い教区教会の跡（16世紀）がある。
church of San Francesco di Paola
18世紀の建築。貴重なオルガンと絵画は、1693年の地震で破壊された教会にあったものである。

## 人物

### 著名な出身者
- ゴルギアス - 古代ギリシャの哲学者、修辞学者
- ジャコモ・ダ・レンティーニ (Giacomo da Lentini)  - 13世紀の詩人
- フィラデルフォ・ムニョス (Filadelfo Mugnos)  - 17世紀の文筆家、歴史家、詩人